# الانتخابات التشريعية المصرية 2015
انتخابات مجلس النواب المصري 2015 هي أول انتخابات لمجلس النواب المصري بعد إقرار دستور 2014 الذي أقر غرفة واحدة للتشريع هي مجلس النواب. وتقام على مرحلتين في الفترة من 17 أكتوبر حتى 4 ديسمبر 2015. وقد شهدت الانتخابات مقاطعة جُل القوى السياسية المعارضة للسلطة الحاكمة.

## خلفية
بعد مظاهرات 30 يونيو 2013، وما تلاها من انقلاب 3 يوليو 2013، تم اختيار لجنة الخمسين لوضع مسودة لتعديل دستور مصر. وتم إقرار التعديلات عبر استفتاء شارك فيه -وفق مصادر حكومية- 38.6% من المسموح لهم بالتصويت، وأيد الدستور 98.1% من المشاركين. وأصبح الدستور معمولا به منذ 18 يناير 2014. ووفقا لذلك الدستور فقد تم إلغاء مجلس الشورى والاكتفاء بمجلس تشريعي واحد هو مجلس النواب، وأجاز لرئيس الجمهورية تعيين عدد من النواب بحد أقصي 5% من عدد النواب (مادة 102)، وحدد أن تبدأ الاجراءات الانتخابية خلال مدة لا تتجاوز ستة أشهر من تاريخ العمل بالدستور (مادة 230).
صدر قرار تشكيل اللجنة العليا للانتخابات بتاريخ 12 يوليو 2014، برئاسة المستشار أيمن محمود عباس. وفي 16 ديسمبر 2014 أقرت اللجنة مشروع قانون تقسيم الدوائر الانتخابية.

## الترتيب الزمني
أعلنت اللجنة العليا في 29 يناير 2015 بيانا يحدد فتح باب الترشح في 8 فبراير 2015، على أن تبدأ العملية الانتخابية في الخارج في 21 و 22 مارس 2015، وتليها المرحلة الأولي، وتنتهي المرحلة الثانية في 26 و 27 إبريل 2015، وإذا اقتضت الضرورة إجراء إعادة تنتهي انتخابات الإعادة يوم 7 مايو 2015.

### طعون قضائية
في 11 فبراير 2015 صدر حكم المحكمة الإدارية العليا بقبول الطعن لتعديل إجراءات الكشف الطبي المطلوبة للمترشحين. فاستجابت اللجنة العليا وأجرت تعديلا على مواعيد قبول الكشف الطبي. وفي 16 فبراير بلغ عدد المرشحين 3337 من المستقلين و1444 من المنتمين لأحزاب. ومع غلق باب الترشح أعلنت اللجنة أن عدد المترشحين بلغ 7416 مرشحا منهم 4836 من المستقلين والباقي ينتمون لأحزاب.
في 1 مارس 2015 صدر حكم المحكمة الدستورية العليا بعدم دستورية قرار رئيس الجمهورية بشأن تقسيم الدوائر الانتخابية، وتلاه في 3 مارس حكم من محكمة القضاء الإداري بوقف إجراء الانتخابات، فأصدرت اللجنة العليا قرارا بوقف العملية الانتخابية مع الاحتفاظ بأوراق المرشحين.
صدر قرارا جمهوريا بتعديل قانون تقسيم الدوائر الانتخابية، وعلى إثر ذلك التعديل أعلنت اللجنة العليا إعادة البدء بإجراءات الترشح من 1 سبتمبر 2015.

## النظام الانتخابي
وفق تعديلات قانون تقسيم الدوائر الانتخابية يوجد 205 دائرة للانتخاب بالنظام الفردي و4 دوائر للانتخاب بنظام القوائم المغلقة المطلقة. وعدد المقاعد المخصصة للنظام الفردي 448 مقعداً إضافة إلى 120 مقعداً لنظام القوائم.
صدر قرار اللجنة العليا رقم (20) والذي يوضح إجراءات الترشح، وورد فيه بخصوص القوائم أن القائمة المخصص لها 15 مقعد يجب أن تضم على الأقل (3) مسيحيين و(2) من العمال والفلاحين و(2) من الشباب و(1) من ذوي الإعاقة و(1) من المصريين المقيمين بالخارج، على أن تضم القائمة 7 نساء على الأقل.

### دوائر القوائم
الجدول التالي يبين توزيع المحافظات وفق القوائم:
| اسم القائمة      | عدد الناخبين | عدد المقاعد | المحافظات التابعة له                                                                                     |
| ---------------- | ------------ | ----------- | --- |
| قائمة القاهرة    | 21,404,478   | 45          | القاهرة - القليوبية - الدقهلية - كفر الشيخ - الغربية - المنوفية                                          |
| قائمة الصعيد     | 20,018,853   | 45          | الجيزة - بني سويف - المنيا - الفيوم - أسيوط - الوادي الجديد -سوهاج - قنا - الأقصر - أسوان - البحر الأحمر |
| إقليم غرب الدلتا | 7,383,500    | 15          | الإسكندرية - البحيرة - مطروح                                                                             |
| إقليم شرق الدلتا | 6,799,747    | 15          | الشرقية - دمياط - بورسعيد - الإسماعيلية - السويس - شمال سيناء - جنوب سيناء                               |

### توزيع المقاعد علي المحافظات

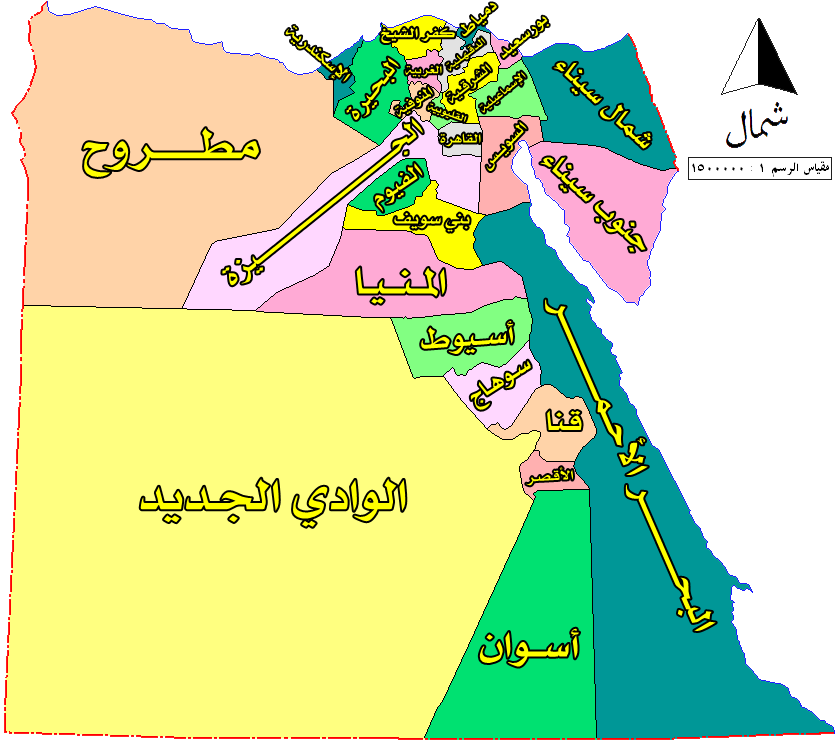
محافظات مصر

الجدول التالي يبين عدد الناخبين وتوزيع مقاعد الفردي والقائمة لكل محافظة على حده:
| المحافظة  | المحافظة      | المساحة (كم2) | عدد السكان (يوليو 2014) | عدد الناخبين     | عدد المقاعد الفردية | نصيب المحافظة من مقاعد القائمة | إجمالي عدد المقاعد المخصصة للمحافظة                     |
| --------- | ------------- | ------------- | ----------------------- | ---------------- | ------------------- | ------------------------------ | ------------------------------------------------------- |
|           | القاهرة       | 1,983         | 9,102,232               | 7,042,741        | 49                  | 14                             | 63                                                      |
|           | الإسكندرية    | 2,679         | 4,716,078               | 3,614,649        | 25                  | 7                              | 32                                                      |
|           | الإسماعيلية   | 1,442         | 1,146,033               | 781,527          | 6                   | 2                              | 8                                                       |
|           | أسوان         | 679           | 1,394,687               | 923,141          | 8                   | 2                              | 10                                                      |
|           | أسيوط         | 25,926        | 4,123,441               | 2,367,337        | 20                  | 5                              | 25                                                      |
|           | الأقصر        | 55            | 1,119,222               | 739,769          | 6                   | 2                              | 8                                                       |
|           | البحر الأحمر  | 203,685       | 337,051                 | 264,747          | 4                   | 1                              | 5                                                       |
|           | البحيرة       | 10,130        | 5,647,233               | 3,528,484        | 27                  | 7                              | 34                                                      |
|           | بني سويف      | 1,322         | 2,771,138               | 1,598,615        | 14                  | 3                              | 17                                                      |
|           | بورسعيد       | 72            | 653,770                 | 470,208          | 4                   | 1                              | 5                                                       |
|           | جنوب سيناء    | 33,140        | 164,574                 | 77,653           | 3                   | 1                              | 4                                                       |
|           | الجيزة        | 85,153        | 7,397,577               | 4,856,578        | 37                  | 11                             | 48                                                      |
|           | الدقهلية      | 3,471         | 5,818,363               | 3,952,364        | 29                  | 8                              | 37                                                      |
|           | دمياط         | 589           | 1,300,815               | 930,969          | 7                   | 2                              | 9                                                       |
|           | سوهاج         | 1,547         | 4,469,151               | 2,655,282        | 22                  | 6                              | 28                                                      |
|           | السويس        | 17,840        | 607,775                 | 413,593          | 4                   | 1                              | 5                                                       |
|           | الشرقية       | 4,180         | 6,327,562               | 3,891,162        | 30                  | 7                              | 37                                                      |
|           | شمال سيناء    | 27,574        | 421,984                 | 234,635          | 5                   | 1                              | 6                                                       |
|           | الغربية       | 1,942         | 4,648,408               | 3,129,134        | 24                  | 7                              | 31                                                      |
|           | الفيوم        | 1,827         | 3,072,181               | 1,713,332        | 15                  | 4                              | 19                                                      |
|           | القليوبية     | 1,001         | 4,989,302               | 2,848,665        | 25                  | 7                              | 32                                                      |
|           | قنا           | 1,851         | 2,959,175               | 1,768,949        | 15                  | 4                              | 19                                                      |
|           | كفر الشيخ     | 3,437         | 3,093,754               | 2,028,433        | 16                  | 4                              | 20                                                      |
|           | مطروح         | 212,112       | 427,573                 | 240,367          | 4                   | 1                              | 5                                                       |
|           | المنوفية      | 1,532         | 3,849,850               | 2,403,141        | 20                  | 5                              | 25                                                      |
|           | المنيا        | 32,279        | 5,004,421               | 2,974,649        | 25                  | 6                              | 31                                                      |
|           | الوادي الجديد | 376,505       | 219,615                 | 156,454          | 4                   | 1                              | 5                                                       |
| 27 محافظة | 27 محافظة     | 1,002,450 كم2 | 85,782,965 نسمة         | 55,606,578 ناخباً | 448 مقعداً           | 120 مقعداً                      | 568 مقعداً (بالإضافة إلي 28 مقعدا يعينهم رئيس الجمهورية) |

## جدول الانتخابات
عقدت اللجنة العليا للانتخابات مؤتمراً صحفياً يوم الأحد الموافق 30 أغسطس 2015، لدعوة الناخبين للانتخابات والإعلان عن المواعيد المنظمة للانتخابات. وقد أصدرت اللجنة العليا قرارها رقم (66) حددت فيه جدول الانتخابات كالتالي:
| التاريخ                          | الإجراء                                                         |
| -------------------------------- | --------------------------------------------------------------- |
| 31 أغسطس 2015                    | نشر قرار دعوة الناخبين ومواعيد الانتخابات                       |
| 1 - 12 سبتمبر 2015               | التقدم بأوراق الترشيح وفحصها                                    |
| 13 - 15 سبتمبر 2015              | إعلان كشوف المرشحين والطعون                                     |
| 17 - 21 سبتمبر 2015              | الفصل في الطعون                                                 |
| 28 سبتمبر 2015                   | إعلان الكشوف النهائية وبدء الدعاية الانتخابية للمرحلة الأولي    |
| 17 - 18 أكتوبر 2015              | تصويت المصريين المقيمين في الخارج عن المرحلة الأولي للانتخابات  |
| 18 - 19 أكتوبر 2015              | التصويت لمحافظات المرحلة الأولي                                 |
| 20 - 21 أكتوبر 2015              | إعلان نتائج المرحلة الأولى والتظلمات والفصل فيها                |
| 26 - 27 أكتوبر 2015              | تصويت المصريين المقيمين في الخارج عن إعادة المرحلة الأولي       |
| 27 - 28 أكتوبر 2015              | تصويت الإعادة لمحافظات المرحلة الأولي                           |
| 29 - 30 أكتوبر 2015              | إعلان نتائج إعادة المرحلة الأولى والتظلمات والفصل فيها          |
| 2 نوفمبر 2015 (عُدَِل إلى 3 نوفمبر) | إعلان الكشوف النهائية وبدء الدعاية الانتخابية للمرحلة الثانية   |
| 21 - 22 نوفمبر 2015              | تصويت المصريين المقيمين في الخارج عن المرحلة الثانية للانتخابات |
| 22 - 23 نوفمبر 2015              | التصويت لمحافظات المرحلة الثانية                                |
| 24 - 25 نوفمبر 2015              | إعلان نتائج المرحلة الثانية والتظلمات والفصل فيها               |
| 30 نوفمبر - 1 ديسمبر 2015        | تصويت المصريين المقيمين في الخارج عن إعادة المرحلة الثانية      |
| 1 - 2 ديسمبر 2015                | تصويت الإعادة لمحافظات المرحلة الثانية                          |
| 3 - 4 ديسمبر 2015                | إعلان نتائج إعادة المرحلة الثانية والتظلمات والفصل فيها         |
| 20 ديسمبر 2015                   | تسليم الشهادات للأعضاء المنتخبين                                |

## التحالفات الانتخابية
أعلنت عدة أحزاب ترتيب تحالفات انتخابية للدخول على مقاعد القوائم.
- ائتلاف الجبهة المصرية وتيار الاستقلال

- حزب النور

- فرسان مصر

- في حب مصر

وتشمل أحزاب المصريين الأحرار والوفد ومستقبل وطن
- كتلة الصحوة الوطنية والمستقلة

- نداء مصر

## متابعة إعلامية
ذكرت عدة قنوات تلفزيونية حكومية ضعف إقبال الناخبين خاصة فئة الشباب، وحاولت حثهم على المشاركة الإيجابية في الانتخابات. وانتقد عدد من المتابعين التقارير الواردة من اللجنة العليا للانتخابات عن المرحلة الأولى والتي قدرت نسبة المشاركة بحوالي 26%، في حين صرح أحد أعضاء اللجنة أن المشاركة في اليوم الأول كانت 1%. في حين صرح مصدر قضائي أن المشاركة في اليوم الثاني لم تتعدَّ 10% في معظم لجان محافظة كبيرة هي الجيزة.
وطالبت المذيعة لميس الحديدي المترشحين ببذل الجهد وتعريف أنفسهم للناخبين، كما طالبت الدولة بتحليل أسباب ضعف المشاركة وقلة مشاركة الشباب، وبحث أسباب الإحباط الذي يعانون منها، كما رفضت ربط وسائل الإعلام الأجنبية بين ضعف الإقبال على التصويت وشعبية السيسي.
كما وصف الصحفي إبراهيم عيسى تلك الانتخابات بقوله: «هذه أفشل انتخابات مرت على حياتنا، وأي محاولة للتجميل في العزوف الشعبي والجماهيري تضليل». وعلّق العالم عصام حجي على ضعف الإقبال بقوله: «مصر ليست أمة مغيبة». كما انتقد المذيع عمرو أديب إحجام الشباب عن التصويت معلقا بقوله: «في الوقت الذي قلت فيه أعداد الناخبين، حضر حوالي 40 ألف شاب في استاد مختار التتش، لاستقبال المدرب الجديد للقلعة الحمراء بيسيرو، وترك المشاركة في الانتخابات».

## النتائج

### المرحلة الأولى
أعلنت اللجنة العليا بيانا بأعداد الناخبين الذين شاركوا بالمرحلة الأولى بالخارج، فكان إجمالي عدد الناخبين الذين حضروا للإدلاء بأصواتهم 30,531 ناخبا، وعدد الأصوات الباطلة 1,856 صوتاً، وعدد الأصوات الصحيحة 28,675 صوتاً.
الجدول التالي يبين عدد ونسب مرشحي الأحزاب في إعادة المرحلة الأولى:
| الحزب        | الحزب                             | عدد المرشحين | عدد المرشحين في الإعادة | نسبة المرشحين في الإعادة | عدد الأصوات التي حصل عليها | نسبة الأصوات | عدد المقاعد الفائزة بعد جولة الإعادة |
| ------------ | --------------------------------- | ------------ | ----------------------- | ------------------------ | -------------------------- | ------------ | ------------------------------------ |
|              | حزب المصريين الأحرار              | 113          | 64                      | 56.63%                   | 1,009,083                  |              | 41                                   |
| 84px         | حزب مستقبل وطن                    | 89           | 46                      | 51.68%                   | 702,965                    |              | 26                                   |
| border\|84px | حزب النور                         | 91           | 23                      | 25.27%                   | 494,042                    |              | 8                                    |
|              | حزب الوفد الجديد                  | 77           | 21                      | 27.27%                   | 392,138                    |              | 16                                   |
|              | 60                                | 4            | 6.66%                   | 45,014                   |                            | 1            |                                      |
| width="8%"   | حزب السلام الديمقراطي             | 57           | 8                       | 14.03%                   | 155,847                    |              | 1                                    |
|              | 53                                | 7            | 13.20%                  | 105,975                  |                            | 5            |                                      |
|              | 51                                | 5            | 9.80%                   | 89,875                   |                            | 7            |                                      |
|              | 42                                | 146          | 33.33%                  | 198,822                  |                            | 11           |                                      |
|              | الحزب المصري الديمقراطي الاجتماعي | 41           | 5                       | 12.19%                   | 56,922                     |              | 3                                    |
|              | 25                                | 2            | 8.00%                   | 25,993                   |                            | 2            |                                      |
|              | 20                                | 3            | 15.00%                  | 29,971                   |                            | 1            |                                      |
|              | 14                                | 2            | 14.28%                  | 23,042                   |                            | 1            |                                      |
|              | 11                                | 1            | 9.09%                   |                          |                            | 1            |                                      |
|              | 6                                 | 3            | 50.00%                  | 68,926                   |                            | 1            |                                      |
|              | 9                                 | 1            | 11.11%                  |                          |                            |              |                                      |

### المرحلة الثانية
أعلنت اللجنة العليا بيانا بأعداد الناخبين الذين شاركوا بالمرحلة الثانية بالخارج، فكان إجمالي عدد الناخبين الذين حضروا للإدلاء بأصواتهم 37,141 ناخبا، وعدد الأصوات الباطلة 1,945 صوتاً، وعدد الأصوات الصحيحة 35,196 صوتاً.

الجدول التالي يبين عدد ونسب مرشحي الأحزاب في إعادة المرحلة الثانية:
| الحزب        | الحزب                             | عدد المرشحين | عدد المرشحين في الإعادة | نسبة المرشحين في الإعادة | عدد الأصوات التي حصل عليها | نسبة الأصوات | عدد المقاعد الفائزة بعد جولة الإعادة |
| ------------ | --------------------------------- | ------------ | ----------------------- | ------------------------ | -------------------------- | ------------ | ------------------------------------ |
|              | حزب المصريين الأحرار              | 110          | 53                      |                          |                            |              |                                      |
| 84px         | حزب مستقبل وطن                    | 89           | 47                      |                          |                            |              |                                      |
|              | حزب الوفد الجديد                  | 109          | 31                      |                          |                            |              |                                      |
| border\|84px | حزب النور                         | 73           | 8                       |                          |                            |              |                                      |
|              | 63                                | 7            |                         |                          |                            |              |                                      |
| width="8%"   | حزب السلام الديمقراطي             | 50           | 6                       |                          |                            |              |                                      |
|              | 52                                | 6            |                         |                          |                            |              |                                      |
|              | 73                                | 7            |                         |                          |                            |              |                                      |
|              | 33                                | 4            |                         |                          |                            |              |                                      |
|              | الحزب المصري الديمقراطي الاجتماعي | 28           | 1                       |                          |                            |              |                                      |
|              | 43                                | 6            |                         |                          |                            |              |                                      |
|              | 28                                | 3            |                         |                          |                            |              |                                      |
|              | 14                                | 1            |                         |                          |                            |              |                                      |
|              | حزب حراس الثورة                   | 8            | 2                       |                          |                            |              |                                      |
|              | حزب الإصلاح والتنمية              | 14           | 1                       |                          |                            |              |                                      |
|              | حزب التجمع الوطني التقدمي         | 28           | 1                       |                          |                            |              |                                      |
|              | 8                                 | 0            |                         |                          |                            |              |                                      |
|              | حزب مصر العروبة                   | 5            | 1                       |                          |                            |              |                                      |
|              | حزب السادات الديمقراطي            | 3            | 1                       |                          |                            |              |                                      |
|              | 7                                 | 3            |                         |                          |                            |              |                                      |
|              | 21                                | 1            |                         |                          |                            |              |                                      |

## المرأة في البرلمان
يضم مجلس النواب المصري تحت قبته 87 نائبة، أي ما يقارب الـ 15% من نسبة مقاعد البرلمان التي تبلغ 596 مقعداً.

## وصلات خارجية
- اللجنة العليا للانتخابات